# Giro di Croazia 2023
Il Giro di Croazia 2023, undicesima edizione della corsa e valevole come evento dell'UCI Europe Tour 2023 categoria 2.1, si svolse in sei tappe dal 26 settembre al 1º ottobre 2023 su un percorso di 966,5 km, con partenza da Capocesto e arrivo a Zagabria, in Croazia. La vittoria fu appannaggio del venezuelano Orluis Aular, il quale completò il percorso in 22h59'38", precedendo il norvegese Alexander Kristoff e il britannico Ethan Hayter.
Sul traguardo di Zagabria 100 ciclisti, su 116 partiti da Capocesto, portarono a termine la competizione.

## Tappe
| Tappa  | Data         | Percorso               | km    | Vincitore di tappa | Leader cl. generale  |
| ------ | ------------ | ---------------------- | ----- | ------------------ | -------------------- |
| 1ª     | 26 settembre | Capocesto > Signo      | 181   | Elia Viviani       | Elia Viviani         |
| 2ª     | 27 settembre | Zaravecchia > Novaglia | 114,5 | Iúri Leitão        | Elia Viviani         |
| 3ª     | 28 settembre | Otočac > Abbazia       | 133,5 | Nicolò Parisini    | Tobias Lund Andresen |
| 4ª     | 29 settembre | Veglia > Albona        | 191   | Matej Mohorič      | Magnus Sheffield     |
| 5ª     | 30 settembre | Cirquenizza > Ozalj    | 189   | Orluis Aular       | Orluis Aular         |
| 6ª     | 1º ottobre   | Samobor > Zagabria     | 157,5 | Campbell Stewart   | Orluis Aular         |
| Totale | Totale       | Totale                 | 966,5 |                    |                      |

## Squadre e corridori partecipanti
| N.    | Cod. | Squadra                  |
| ----- | ---- | ------------------------ |
| 1-7   | TBV  | Bahrain Victorious       |
| 11-17 | IGD  | Ineos Grenadiers         |
| 21-27 | LTK  | Lidl-Trek                |
| 31-37 | DSM  | Team DSM-Firmenich       |
| 41-47 | JAY  | Team Jayco AlUla         |
| 51-57 | CJR  | Caja Rural-Seguros RGA   |
| 61-67 | EOK  | Eolo-Kometa Cycling Team |
| 71-77 | EKP  | Equipo Kern Pharma       |
| 81-86 | Q36  | Q36.5 Pro Cycling Team   |

| N.      | Cod. | Squadra                |
| ------- | ---- | ---------------------- |
| 91-97   | UXT  | Uno-X Pro Cycling Team |
| 101-107 | ADR  | Adria Mobil            |
| 111-117 | ATT  | ATT Investments        |
| 131-137 | HAC  | Hrinkow Advarics       |
| 141-147 | LGS  | Ljubljana Gusto Santic |
| 151-156 | PBS  | Maloja Pushbikers      |
| 161-167 | SWT  | Santic-Wibatec         |
| 171-176 | VOS  | Voster ATS Team        |

## Dettagli delle tappe

### 1ª tappa
- 26 settembre: Capocesto > Signo – 181 km

Risultati
| Pos. | Corridore          | Squadra | Tempo    |
| ---- | ------------------ | ------- | -------- |
| 1    | Elia Viviani       | Ineos   | 4h38'39" |
| 2    | Tobias L. Andresen | DSM     | s.t.     |
| 3    | Alexander Kristoff | Uno-X   | s.t.     |

| Pos. | Corridore          | Squadra | Tempo    |
| ---- | ------------------ | ------- | -------- |
| 1    | Elia Viviani       | Ineos   | 4h38'29" |
| 2    | Tobias L. Andresen | DSM     | a 4"     |
| 3    | Alexander Kristoff | Uno-X   | a 6"     |

### 2ª tappa
- 27 settembre: Zaravecchia > Novaglia – 114,5 km

Risultati
| Pos. | Corridore          | Squadra    | Tempo    |
| ---- | ------------------ | ---------- | -------- |
| 1    | Iúri Leitão        | Caja Rural | 2h39'16" |
| 2    | Elia Viviani       | Ineos      | s.t.     |
| 3    | Alexander Kristoff | Uno-X      | s.t.     |

| Pos. | Corridore          | Squadra    | Tempo    |
| ---- | ------------------ | ---------- | -------- |
| 1    | Elia Viviani       | Ineos      | 7h17'39" |
| 2    | Iúri Leitão        | Caja Rural | a 6"     |
| 3    | Alexander Kristoff | Uno-X      | a 8"     |

### 3ª tappa
- 28 settembre: Otočac > Abbazia – 133,5 km

Risultati
| Pos. | Corridore          | Squadra      | Tempo    |
| ---- | ------------------ | ------------ | -------- |
| 1    | Nicolò Parisini    | Q36.5        | 3h01'35" |
| 2    | Tobias L. Andresen | DSM          | s.t.     |
| 3    | Matej Mohorič      | Bahrain Vic. | s.t.     |

| Pos. | Corridore          | Squadra | Tempo     |
| ---- | ------------------ | ------- | --------- |
| 1    | Tobias L. Andresen | DSM     | 10h19'18" |
| 2    | Nicolò Parisini    | Q36.5   | a 2"      |
| 3    | Alexander Kristoff | Uno-X   | a 4"      |

### 4ª tappa
- 29 settembre: Veglia > Albona – 191 km

Risultati
| Pos. | Corridore        | Squadra      | Tempo    |
| ---- | ---------------- | ------------ | -------- |
| 1    | Matej Mohorič    | Bahrain Vic. | 4h48'19" |
| 2    | Magnus Sheffield | Ineos        | s.t.     |
| 3    | Orluis Aular     | Caja Rural   | s.t.     |

| Pos. | Corridore        | Squadra    | Tempo     |
| ---- | ---------------- | ---------- | --------- |
| 1    | Magnus Sheffield | Ineos      | 15h07'41" |
| 2    | Orluis Aular     | Caja Rural | a 1"      |
| 3    | Ethan Hayter     | Ineos      | a 4"      |

### 5ª tappa
- 30 settembre: Cirquenizza > Ozalj – 189 km

Risultati
| Pos. | Corridore          | Squadra    | Tempo    |
| ---- | ------------------ | ---------- | -------- |
| 1    | Orluis Aular       | Caja Rural | 4h37'17" |
| 2    | Alexander Kristoff | Uno-X      | s.t.     |
| 3    | Ethan Hayter       | Ineos      | s.t.     |

| Pos. | Corridore        | Squadra    | Tempo     |
| ---- | ---------------- | ---------- | --------- |
| 1    | Orluis Aular     | Caja Rural | 19h41'49" |
| 2    | Ethan Hayter     | Ineos      | a 9"      |
| 3    | Magnus Sheffield | Ineos      | s.t.      |

### 6ª tappa
- 1º ottobre: Samobor > Zagabria – 157,5 km

Risultati
| Pos. | Corridore          | Squadra     | Tempo    |
| ---- | ------------------ | ----------- | -------- |
| 1    | Campbell Stewart   | Jayco       | 3h17'49" |
| 2    | Alexander Kristoff | Uno-X       | s.t.     |
| 3    | Gal Glivar         | Adria Mobil | s.t.     |

| Pos. | Corridore          | Squadra    | Tempo     |
| ---- | ------------------ | ---------- | --------- |
| 1    | Orluis Aular       | Caja Rural | 22h59'38" |
| 2    | Alexander Kristoff | Uno-X      | a 3"      |
| 3    | Ethan Hayter       | Ineos      | a 7"      |

## Evoluzione delle classifiche
| Tappa              | Vincitore          | Classifica generale Maglia rossa | Classifica a punti Maglia blu | Classifica scalatori Maglia verde | Classifica giovani Maglia bianca | Classifica a squadre   |
| ------------------ | ------------------ | -------------------------------- | ----------------------------- | --------------------------------- | -------------------------------- | ---------------------- |
| 1ª                 | Elia Viviani       | Elia Viviani                     | Elia Viviani                  | Michal Schuran                    | Tobias Lund Andresen             | Team DSM-Firmenich     |
| 2ª                 | Iúri Leitão        | Elia Viviani                     | Elia Viviani                  | Michal Schuran                    | Tobias Lund Andresen             | Caja Rural-Seguros RGA |
| 3ª                 | Nicolò Parisini    | Tobias Lund Andresen             | Tobias Lund Andresen          | Marvin Hammerschmid               | Tobias Lund Andresen             | Team DSM-Firmenich     |
| 4ª                 | Matej Mohorič      | Magnus Sheffield                 | Tobias Lund Andresen          | Jonas Abrahamsen                  | Magnus Sheffield                 | Uno-X Pro Cycling Team |
| 5ª                 | Orluis Aular       | Orluis Aular                     | Orluis Aular                  | Jonas Rapp                        | Magnus Sheffield                 | Uno-X Pro Cycling Team |
| 6ª                 | Campbell Stewart   | Orluis Aular                     | Alexander Kristoff            | Jonas Rapp                        | Magnus Sheffield                 | Uno-X Pro Cycling Team |
| Classifiche finali | Classifiche finali | Orluis Aular                     | Alexander Kristoff            | Jonas Rapp                        | Magnus Sheffield                 | Uno-X Pro Cycling Team |

Maglie indossate da altri ciclisti in caso di due o più maglie vinte
- Nella 2ª e nella 3ª tappa Alexander Kristoff ha indossato la maglia blu al posto di Elia Viviani.
- Nella 4ª tappa Elia Viviani ha indossato la maglia blu al posto di Tobias Lund Andresen e Magnus Sheffield ha indossato la maglia bianca al posto di Tobias Lund Andresen.
- Nella 5ª tappa Gal Glivar ha indossato la maglia bianca al posto di Magnus Sheffield.
- Nella 6ª tappa Tobias Lund Andresen ha indossato la maglia blu al posto di Orluis Aular.

## Classifiche finali

### Classifica generale - Maglia rossa
| Pos. | Corridore          | Squadra     | Tempo     |
| ---- | ------------------ | ----------- | --------- |
| 1    | Orluis Aular       | Caja Rural  | 22h59'38" |
| 2    | Alexander Kristoff | Uno-X       | a 3"      |
| 3    | Ethan Hayter       | Ineos       | a 7"      |
| 4    | Magnus Sheffield   | Ineos       | a 9"      |
| 5    | Gal Glivar         | Adria Mobil | a 13"     |
| 6    | Nicolò Parisini    | Q36.5       | a 14"     |
| 7    | Urko Berrade       | Kern Ph.    | a 17"     |
| 8    | Matthew Dinham     | DSM         | s.t.      |
| 9    | Erik Fetter        | Eolo        | s.t.      |
| 10   | Jakub Otruba       | ATT         | s.t.      |

### Classifica a punti - Maglia blu
| Pos. | Corridore          | Squadra    | Punti |
| ---- | ------------------ | ---------- | ----- |
| 1    | Alexander Kristoff | Uno-X      | 77    |
| 2    | Tobias L. Andresen | DSM        | 74    |
| 3    | Orluis Aular       | Caja Rural | 66    |
| 4    | Elia Viviani       | Ineos      | 59    |
| 5    | Nicolò Parisini    | Q36.5      | 57    |

### Classifica scalatori - Maglia verde
| Pos. | Corridore           | Squadra | Punti |
| ---- | ------------------- | ------- | ----- |
| 1    | Jonas Rapp          | Hrinkow | 35    |
| 2    | Michal Schuran      | ATT     | 33    |
| 3    | Jonas Abrahamsen    | Uno-X   | 28    |
| 4    | Marvin Hammerschmid | Hrinkow | 12    |
| 5    | Simone Bevilacqua   | Eolo    | 11    |

### Classifica giovani - Maglia bianca
| Pos. | Corridore        | Squadra      | Tempo     |
| ---- | ---------------- | ------------ | --------- |
| 1    | Magnus Sheffield | Ineos        | 22h59'47" |
| 2    | Gal Glivar       | Adria Mobil  | a 4"      |
| 3    | Nicolò Buratti   | Bahrain Vic. | a 27"     |
| 4    | Fernando Tercero | Eolo         | a 33"     |
| 5    | Igor Arrieta     | Kern Ph.     | a 1'52"   |

### Classifica a squadre
| Pos. | Squadra                | Tempo     |
| ---- | ---------------------- | --------- |
| 1    | Uno-X Pro Cycling Team | 69h00'03" |
| 2    | Team DSM-Firmenich     | a 16"     |
| 3    | Bahrain Victorious     | a 17"     |
| 4    | Team Jayco AlUla       | a 24"     |
| 5    | Equipo Kern Pharma     | a 39"     |